# Джинні Робінсон
Джинні Робінсон (30 березня 1948 – 30 травня 2010) — канадська хореографка та письменниця-фантастка американського походження.

## Біографія
Джинні Робінсон народилася в Бостон, Массачусетс. Вивчала танці в Бостонській консерваторії, а також у школах Марти Грем, Елвіна Ейлі та Еріка Гоукінса. Вона виступала з ансамблем «Коричневі танці Беверлі» (англ. «Beverly Brown Dance Ensemble») у Нью-Йорку та працювала художньою керівницею Nova Dance Theatre у Галіфаксі (Нова Шотландія), де вона ставила хореографію. Створила понад 30 оригінальних робіт.
Рдружилася з колегою-фантастом Спайдером Робінсоном у 1975 році. 
У лютому 2009 року їй діагностували рак жовчних шляхів, і вона почала проходити численні процедури. Померла у віці 62 років 30 травня 2010 року.

## Науково-фантастична творчість
В царині наукової фантастики Джинні Робінсон відома як співавторка трьох науково-фантастичних романів «Зоряний танок» (англ. «The Stardance Saga»), написаних спільно з чоловіком Спайдеррм Робінсон.
Найвідоміший твір авторки — дебютна повість «Зоряний танок» (англ. «The Stardancea»), написана в 1977 році, у 1978 відзначена преміями «Г'юго», «Неб'юла» та, «Локус» в номінації «найкраща повість», та згодом увійшла як перша складова частина першого роману однойменної трилогії.

## Нагороди та визнання
- 1977 — Премія Неб'юла за найкращу повість («Зоряний танок», англ. Stardance, 1977 рік; написана в співавторстві з дружиною Джин).
- 1978 — Премія Локус за найкращу повість («Зоряний танок»).
- 1978 — Премія «Премія Г'юго» за найкращу повість («Зоряний танок»).